# Lustracje
Lustracje – opisy dóbr królewskich Rzeczypospolitej, przeprowadzone przez trzyosobowe komisje sejmowe. Pierwsze lustracje przeprowadzone zostały w latach 1564–1565 i objęły wszystkie województwa oprócz podlaskiego, ostatnie w roku 1789.